# رخصة القيادة في ألبانيا
رخصة القيادة في ألبانيا (بالألبانية: Leje Drejtimi) هي الوثيقة الرسمية التي تسمح لحاملها بتشغيل أنواع مختلفة من السيارات على الطرق العامة. وتدار من قبل المديرية العامة للطرق خدمات النقل (DPSHTRR). ورخصة القيادة مطلوبة للقيادة على الطريق العام. يجوز لأي شخص القيادة على الأرضي خاصة بموافقة صاحب الأرض.